# Hazim Fouad
Hazim Fouad (* 1984) ist ein deutscher Islamwissenschaftler, Buchautor und nachrichtendienstlicher Analyst.

## Werdegang
Fouad studierte an der Ruhr-Universität Bochum, in Kairo und London Anglistik/Amerikanistik und Orientalistik/Islamwissenschaft. 2019 wurde er im Fachbereich Islamwissenschaft zum Thema Zeitgenössische muslimische Kritik am Salafismus an der Christian-Albrechts-Universität zu Kiel promoviert. Er war Angestellter des britischen Institute for Strategic Dialogue und ist seit 2011 als wissenschaftlicher Mitarbeiter beim Landesamt für Verfassungsschutz Bremen tätig. Gemeinsam mit Behnam Timo Said ist er Herausgeber des Buchs Salafismus: auf der Suche nach dem wahren Islam.

## Veröffentlichungen
- Mit Behnam T. Said (Hrsg.): Salafismus: auf der Suche nach dem wahren Islam. Herder, Freiburg/Br. 2014, ISBN 978-3-451-33296-8